# Handzame Classic 2013
La Handzame Classic 2013, undicesima edizione della corsa, valida come evento dell'UCI Europe Tour 2013 categoria 1.1, si svolse il 15 marzo 2013 su un percorso di 196 km, con partenza da Bredene ed arrivo ad Handzame, in Belgio. La vittoria fu appannaggio del belga Kenny Dehaes, che completò il percorso in 4h 49' 12" alla media di 40,66 km/h, precedendo gli olandesi Kenny van Hummel e Boy van Poppel, piazzatosi terzo.
Dei 184 ciclisti alla partenza tagliarono il traguardo in 139.

## Squadre partecipanti
| N.      | Cod. | Squadra                     |
| ------- | ---- | --------------------------- |
| 1-8     | OPQ  | Omega Pharma-Quickstep      |
| 11-18   | ARG  | Team Argos-Shimano          |
| 21-27   | BMC  | BMC Racing Team             |
| 31-38   | BLA  | Blanco Pro Cycling Team     |
| 41-48   | LTB  | Lotto-Belisol Team          |
| 51-58   | EUS  | Euskaltel-Euskadi           |
| 61-68   | VCD  | Vacansoleil-DCM             |
| 71-78   | TSV  | Topsport Vlaanderen-Baloise |
| 81-88   | AJW  | AccentJobs-Wanty            |
| 91-98   | CRE  | Crelan-Euphony              |
| 101-108 | TNE  | Team NetApp-Endura          |
| 111-118 | MTN  | MTN-Qhubeka                 |

| N.      | Cod. | Squadra                         |
| ------- | ---- | ------------------------------- |
| 121-126 | UHC  | UnitedHealthcare Pro Cycling T. |
| 131-138 | RVL  | RusVelo                         |
| 141-148 | SKT  | An Post-Chainreaction           |
| 151-158 | LET  | Leopard-Trek Continental        |
| 161-168 | RIJ  | Cyclingteam De Rijke-Shanks     |
| 171-178 | JVC  | Ventilair-Steria                |
| 182-188 | PPY  | Team People4you-Unaas Cycling   |
| 191-198 | DOL  | Doltcini-Flanders               |
| 201-208 | KOG  | Koga Cycling Team               |
| 211-218 | CMD  | Colba-Superano Ham              |
| 221-228 | MMM  | Team 3M                         |
| 231-238 | WBC  | Wallonie-Bruxelles              |

## Ordine d'arrivo (Top 10)
| Pos. | Corridore           | Squadra       | Tempo    |
| ---- | ------------------- | ------------- | -------- |
| 1    | Kenny Dehaes        | Lotto-Belisol | 4h49'12" |
| 2    | Kenny van Hummel    | Vacansoleil   | s.t.     |
| 3    | Boy van Poppel      | Vacansoleil   | s.t.     |
| 4    | Tom Veelers         | Argos-Shimano | s.t.     |
| 5    | Scott Thwaites      | NetApp-Endura | s.t.     |
| 6    | Robert Wagner       | Blanco        | s.t.     |
| 7    | Luka Mezgec         | Argos-Shimano | s.t.     |
| 8    | Roy Jans            | AccentJobs    | s.t.     |
| 9    | Jo Kogstad Ringheim | People4you    | s.t.     |
| 10   | Michael Van Staeyen | Topsport Vl.  | s.t.     |